# Boarding.no
boarding.no var en netavis og portal for luftfarts og rejsebranchen. Hjemmesiden var på fire sprog, norsk, dansk, svensk og engelsk. Redaktionen havde kontor på Sola Lufthavn i Stavanger på Norges vestkyst. Den ophørte i 2015, efter 11 års drift.

## Historie
Hjemmesiden havde premiere i 2001, og udkom kun på norsk. Indholdet omhandlede primært branchenyheder om luftfart og rejseliv, med hovedvægten på det skandinaviske og europæiske område. Senere blev der tilføjet en engelsk, dansk og svensk udgave, der hver især havde egne og delte historier med hovedkanalen Boarding.no. I Danmark åbnede man hjemmesiden Boarding.dk, der adskilte sig grafisk fra selskabets tre andre sproglige versioner.
Boarding.no registrerede i midten af 2010 i gennemsnit 300-350.000 unikke IP-adresser som besøgende på hjemmesiden hver måned.
I april 2015 besluttede generalforsamlingen i Boarding Company AS, at siden skulle sælges eller lukkes ned. Efter at en salg ikke lykkedes, lukkede boarding.no 31. december samme år.